# G. Love & Special Sauce
G. Love & Special Sauce sono un gruppo musicale alternative hip hop statunitense originario di Philadelphia e attivo dal 1992. La band è composta da tre elementi ed il suo frontman è Garrett Dutton, noto come G. Love e attivo anche come solista.

## Formazione
Attuale
- Garrett Dutton aka G. Love - voce, chitarra, armonica
- Jeffrey Clemens aka Houseman - batteria, voce
- Jim Prescott aka Jimi Jazz - contrabbasso

Ex membri
- Mark Boyce - tastiere
- Timo Shanko - contrabbasso

## Discografia
Album studio
- In the Kings Court (1993)
- Back in the Day (1996)
- G. Love Has Gone Country (1998)
- Front Porch Loungin' (2000)
- G. Love and Special Sauce (1994)
- Coast to Coast Motel (1995)
- Yeah, It's That Easy (1997)
- Philadelphonic (1999)
- Electric Mile (2001)
- The Hustle (2004)
- Superhero Brother (2008)
- Long Way Down (2009)
- Sugar (2014)
- Philadelphia Mississippi (2022)

Altri album
- The Best of G. Love and Special Sauce (2002)
- A Year and a Night with G. Love and Special Sauce CD/DVD (2007)
- Playlist: The Very Best of G. Love & Special Sauce (The Okeh Years) (2013)